# Rue Léon-Droux
La rue Léon-Droux est une voie du 17e arrondissement de Paris, en France.

## Situation et accès
La rue Léon-Droux est une voie privée située dans le 17e arrondissement de Paris. Elle débute au 78, boulevard des Batignolles et se termine au 2, rue de Chéroy.

## Origine du nom

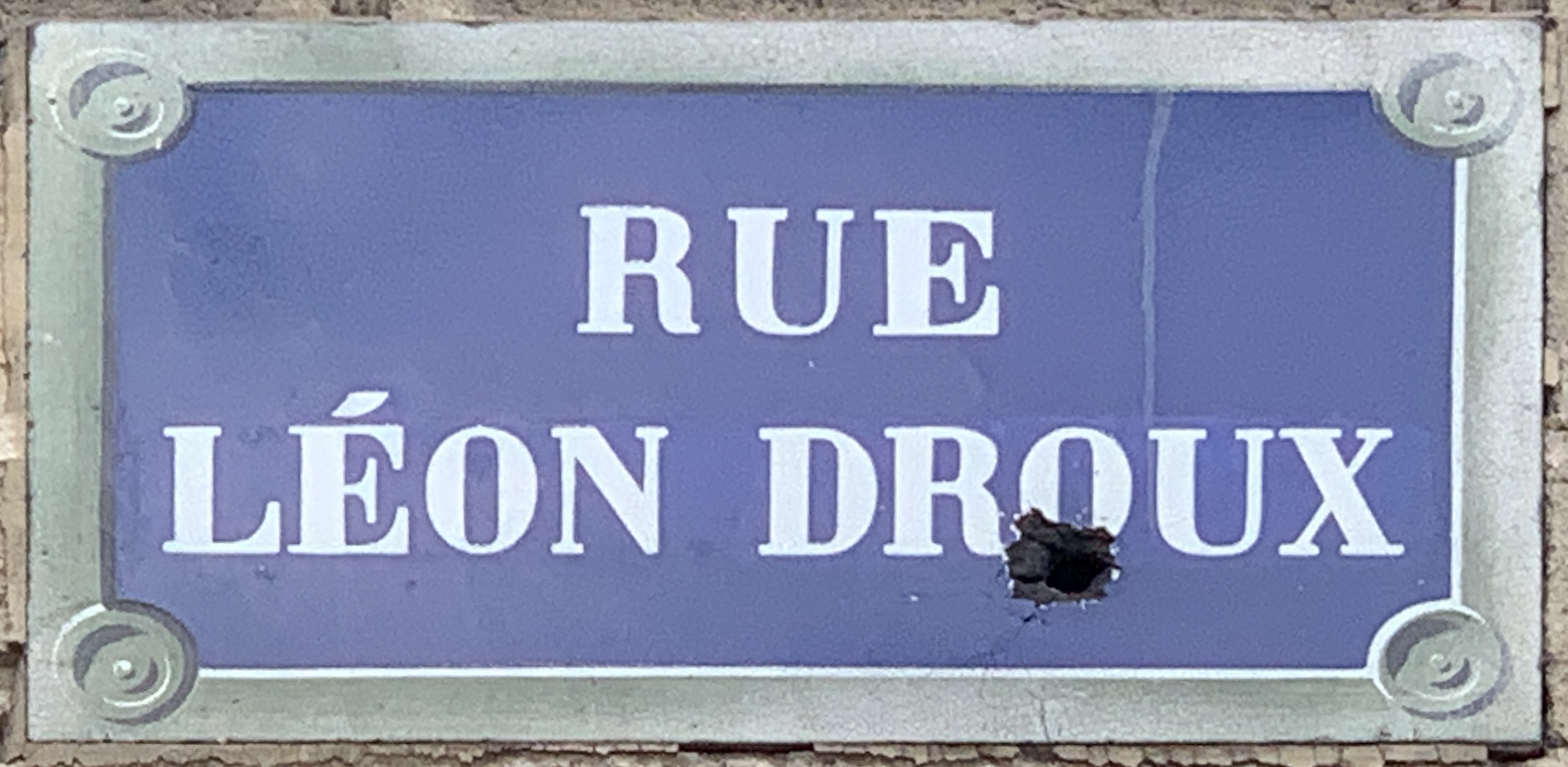
Plaque de la rue.

Elle porte le nom de Léon Droux, né en 1829 et décédé le 27 novembre 1898 à son domicile au 50 boulevard des Batignolles à Paris 17e, ingénieur civil, inventeur dans l'industrie de la glycérine et de la stéarine, chevalier de la Légion d'honneur, officier de l'Instruction publique, commandeur du Christ du Portugal et de l'Ordre d'Isabelle la Catholique, conseiller municipal à partir de 1843 puis maire des Batignolles-Monceau de 1848 à 1850. Il était également gendre de Louis Puteaux dont il avait épousé la fille Sophie (1835-1928).
Il est enterré au Cimetière des Batignolles dans la tombe de la famille Puteaux.

## Historique
Cette ancienne voie de la commune des Batignolles fut ouverte en 1838 comme passage d'isolement du théâtre des Batignolles sous le nom de « rue du Théâtre ».
Classée dans la voirie parisienne par décret du 23 mai 1863, elle reçut son nom actuel vers 1907.